# 鄭東泳
鄭東泳（：／ Chung Dong-young；1953年7月27日—），出生於全羅北道淳昌郡，韓國政治人物，曾任MBC電視台新聞主播。於2007年大韓民國總統選舉代表大統合民主新黨參選韓國總統，但敗給代表大國家黨參選的李明博。
他於2004年7月至2006年2月擔任大韓民國统一部部长。2025年7月起再次任统一部部长。

## 外部連結
- 個人網頁

| 政府职务             | 政府职务                                             | 政府职务             |
| -------------------- | ---------------------------------------------------- | -------------------- |
| 前任： 金暎浩        | 韩国统一部长 2025年7月25日－现任                     | 繼任： 现任          |
| 前任： 丁世鉉        | 韩国统一部长 2004年7月1日－2006年2月9日              | 繼任： 李鐘奭        |
| 前任： 丁世鉉        | 韓國國家安全保障會議常任委員長 2004年6月－2005年12月 | 繼任： 李鐘奭        |
| 政党职务             |                                                      |                      |
| 前任： 金元基 김원기 | 開放國民黨議長 2004年1月10日－2004年5月              | 繼任： 辛基南 신기남 |
| 前任： 柳在乾 유재건 | 開放國民黨議長 2006年2月16日－2006年6月1日           | 繼任： 金槿泰        |